# Madasumma fuscoirrorata
Madasumma fuscoirrorata är en insektsart som beskrevs av Lucien Chopard 1925. Madasumma fuscoirrorata ingår i släktet Madasumma och familjen syrsor. Inga underarter finns listade i Catalogue of Life.